# Litera
A Litera (La Llitera em catalão e oficialmente La Litera/La Llitera ) é uma comarca aragonesa (Espanha) situada na região leste da província de Huesca. A capital administrativa é Binéfar e a histórico-cultural é Tamarite de Litera.

## Municípios
A comarca compreende os municípios de Albelda, Alcampell, Altorricón, Azanuy-Alins, Baélls, Baldellou, Binéfar, Camporrélls, Castillonroy, Esplús, Peralta de Calasanz, San Esteban de Litera, Tamarite de Litera e Vencillón.

## Geografia
Limita-se ao norte com a comarca de Ribagorza, a leste com a província de Lérida, ao sul com a comarca do Baixo Cinca, a oeste com o Cinca Medio e a noroeste com a comarca de Somontano de Barbastro.

## Território e população
| Nº | Municipio                               | Extensão (km²) | % do total | Habitantes (2006) | % do total | Altitude (metros) | Aldeias                                                                                     |
| -- | --------------------------------------- | -------------- | ---------- | ----------------- | ---------- | ----------------- | ------------------------------------------------------------------------------------------- |
| 1  | Albelda                                 | 51,9           | 7,1        | 974               | 4,7        | 361               |                                                                                             |
| 2  | Alcampell/El Campell                    | 58,0           | 7,9        | 827               | 4,4        | 449               |                                                                                             |
| 3  | Altorricón/El Torricó                   | 32,4           | 4,4        | 1.469             | 7,8        | 265               |                                                                                             |
| 4  | Azanuy-Alins/Sanui i Alins              | 51,2           | 7,0        | 173               | 0,9        | 454               | Alíns del Monte, Azanuy.                                                                    |
| 5  | Baélls/Baells                           | 39,8           | 5,4        | 125               | 0,7        | 610               | Nachá, Zurita.                                                                              |
| 6  | Baldellou/Valdellou                     | 30,4           | 4,1        | 115               | 0,6        | 460               |                                                                                             |
| 7  | Binéfar                                 | 25,1           | 3,4        | 9.012             | 47,8       | 286               |                                                                                             |
| 8  | Camporrélls/Camporrells                 | 26,7           | 3,6        | 217               | 1,2        | 665               |                                                                                             |
| 9  | Castillonroy/Castellonroi               | 37,6           | 5,1        | 391               | 2,1        | 442               | Piñana, Santa Ana.                                                                          |
| 10 | Esplús                                  | 73,0           | 9,9        | 704               | 3,7        | 281               | EGASA, La Bochosa, Las Pueblas, MAPSA, Moncasi, ROLZASA, Santa María del Pilar, Torregrosa. |
| 11 | Peralta de Calasanz/Peralta i Calassanç | 114,9          | 15,7       | 261               | 1,4        | 523               | Calasanz, Cuatrocorz, Gabasa, Peralta de la Sal,                                            |
| 12 | San Esteban de Litera                   | 71,9           | 9,8        | 512               | 2,7        | 420               |                                                                                             |
| 13 | Tamarite de Litera/Tamarit de Llitera   | 110,6          | 15,1       | 3.678             | 19,5       | 360               | Algayón, La Melusa.                                                                         |
| 14 | Vencillón/Vensilló                      | 10,4           | 1,4        | 471               | 2,5        | -                 |                                                                                             |
| #  | Litera                                  | 733,9          | 100,0      | 18.909            | 100,0      | -                 |                                                                                             |